# Płonąca żagiew
Płonąca żagiew (szw. Rid i natt!) – szwedzki dramat historyczny z 1942 roku w reżyserii Gustafa Molandera z Oscarem Ljungiem, Gerd Hagman oraz Evą Dahlbeck w rolach głównych. Produkcja jest adaptacją powieści Vilhelma Moberga Rid i natt! z 1941 roku. Film, podobnie jak powieść, nawiązuje bezpośrednio do sytuacji panującej w okupowanej Europie podczas II wojny światowej i przyczynił się do wzmocnienia nastrojów antynazistowskich w neutralnej Szwecji.

## Fabuła
W południowej części siedemnastowiecznej Szwecji ma miejsce powstanie chłopów przeciwko niemieckim posiadaczom ziemskim.

## Wybrana obsada
- Lars Hanson
- Oscar Ljung – Ragnar Svedje ze Svedjegården
- Gerd Hagman – Annika
- Eva Dahlbeck – Botilla
- Erik Berglund – Lars Borre
- Hilda Borgström – Matka Sigga
- Nils Lundell – Ygge (złodziej z Bläsemåli)
- Erik Hell – Hans z Lenhovdy
- Hugo Björne – Petrus Magni
- Sven Bergvall – Arcybiskup
- Carl Ström – Klas Bock
- Gunnar Sjöberg – obcy chłop
- Hampe Faustman – Bo Eriksson
- Josua Bengtson – Danjel (karczmarz)
- Axel Högel – Ola z Klavmo
- Gunnar Collin – Matts Elling (chłop)